# Ігор Цезар
Ігор Цезар (Igor César) (1 січня 1960) — руандський дипломат. Надзвичайний і Повноважний Посол Руанди в ФРН та в Україні за сумісництвом (з 2017).

## Життєпис
Народився 1 січня 1960 року. У 1999 році закінчив факультет політології Університету Альберти, Едмонтон; У 2010 — вивчав програми мистецтв в Університеті Альберти. Володіє мовами: французькою, англійською, німецькою, суахілі, кірундо і киньяруанда.
У 1999—2004 рр. — науковий консультант, юрисконсульт Donlevy і Associate в Саскатуні, Канада.
У 2004 році — співробітник з національних і міжнародних зв'язків Ubuntu, Едмонтон.
У 1998—2005 рр. — президент/віце-президент, MA архітектор «Сезар і Сезар Ltd» в місті Едмонтон, Канада.
У 2005—2006 рр. — координатор стратегічного планування, франкоканадської Асоціації Альберти в Едмонтоні.
У 2005—2006 рр. — координатор з імміграції і стратегічного планування, франкоканадської Асоціації Альберти (A.C.F.A.).
У 2011—2012 рр. — виконавчий директор і директор з розвитку для старшого сектора Франкофонії в рамках спільноти Albertan, Федерації літніх франкоальбертців (FAFA).
У 2012—2013 рр. — генеральний виконавчий директор напрямку і розвитку в секторі туризму і агробізнесу в західній провінції Руанди, Західна провінція Investment Corporation (WESPIC LTD).
У 2014 році — керуючий директор сектору туризму та агробізнесу в рамках західної провінції Руанди, Ківу Marina Bay Ltd Русізі.
У 2015 році — призначений Надзвичайним та Повноважним Послом Руанди в Берліні (Німеччина). 27 серпня 2015 року вручив вірчі грамоти Президенту ФРН Йоахіму Гауку.
10 січня 2017 року — призначений Надзвичайним та Повноважним Послом Руанди в Польщі за сумісництвом, вручив вірчі грамоти Президенту Польщі Анджею Дуді.
6 червня 2017 року — призначений Надзвичайним та Повноважним Послом Руанди в Україні за сумісництвом, вручив вірчі грамоти Президенту України Петру Порошенку.